# Litoria congenita
Litoria congenita – gatunek płaza bezogonowego z podrodziny Pelodryadinae w rodzinie rzekotkowatych (Hylidae). Występuje na Nowej Gwinei i Wyspach Aru.

## Występowanie
Kraje, w których zanotowano obecność płaza, to Indonezja i Papua-Nowa Gwinea. Zwierzę to zamieszkuje południową część Nowej Gwinei i Wyspy Aru.
Jest to gatunek skrajnie nizinny, nie spotyka się go wyżej niż 50 metrów nad poziomem morza.
Inaczej niż większość jego krewnych, zasiedla on sawanny. Radzi sobie także w środowiskach silnie zmodyfikowanych, jak ogrody i tereny rolnicze.

## Rozmnażanie
Rozmnaża się w okresowych zbiornikach wodnych i na bagnach.

## Status
Lokalnie występuje bardzo licznie, a jego populacja jest stabilna.
Nie wymienia się zagrożeń niekorzystnie wpływających na gatunek. Łatwo się on przystosowuje do otoczenia i występuje w środowiskach mniej narażonych na wyniszczenie ze strony człowieka, w przeciwieństwie do gatunków leśnych.